# Barichneumon tainanensis
Barichneumon tainanensis là một loài tò vò trong họ Ichneumonidae.